# Улянівка (Олександрійський район)
Уля́нівка — село в Україні, у Попельнастівській сільській громаді Олександрійського району Кіровоградської області. Населення становить 515 осіб. Колишній центр Улянівської сільської ради.

## Населення
За переписом населення України 2001 року в селі мешкали 624 особи.

### Мова
Розподіл населення за рідною мовою за даними перепису 2001 року:
| Мова       | Відсоток |
| ---------- | -------- |
| українська | 92,15 %  |
| російська  | 3,53 %   |
| вірменська | 3,04 %   |
| молдовська | 0,64 %   |
| білоруська | 0,16 %   |
| інші       | 0,48 %   |